# Franz Kaiser
Pour les articles homonymes, voir Kaiser.
Franz Kaiser  (né le 25 avril 1891 à Wiesbaden et mort le 13 mars 1962 dans la même ville) est un astronome allemand.

## Biographie
Franz Kaiser travaille à l'observatoire d'Heidelberg (observatoire du Königstuhl) de 1911 à 1914 où il prépare sa thèse de doctorat, qu'il obtient en 1915. À cette époque, Heidelberg était un important centre de recherche d'astéroïdes dirigé par Max Wolf, et Kaiser découvrit plusieurs astéroïdes durant son séjour.
L'astéroïde (3183) Franzkaiser porte son nom.

## Liste des astéroïdes découverts par Franz Kaiser
| (717) Wisibada     | 26 août 1911      |
| (720) Bohlinia     | 18 octobre 1911   |
| (721) Tabora       | 18 octobre 1911   |
| (738) Alagasta     | 7 janvier 1913    |
| (742) Edisona      | 23 février 1913   |
| (743) Eugenisis    | 25 février 1913   |
| (745) Mauritia     | 1er mars 1913     |
| (746) Marlu        | 1er mars 1913     |
| (759) Vinifera     | 26 août 1913      |
| (760) Massinga     | 28 août 1913      |
| (761) Brendelia    | 8 septembre 1913  |
| (763) Cupidon      | 25 septembre 1913 |
| (764) Gedania      | 26 septembre 1913 |
| (765) Mattiaca     | 26 septembre 1913 |
| (766) Moguntia     | 29 septembre 1913 |
| (773) Irmintraud   | 22 décembre 1913  |
| (777) Gutemberga   | 24 janvier 1914   |
| (778) Theobalda    | 25 janvier 1914   |
| (786) Bredichina   | 20 avril 1914     |
| (788) Hohensteina  | 28 avril 1914     |
| (1265) Schweikarda | 18 octobre 1911   |